# 딩스슝
딩스슝(중국어: 丁世雄, 병음: Ding Shixiong, 한자음: 정세웅, 1998년 8월 9일 ~ )은 중화인민공화국의 바둑 기사이다. 안후이성 허페이시 출신으로 중국기원 소속의 5단이다.

## 경력
중국 안후이성 허페이시에서 태어났다. 어려서부터 바둑에 천부적인 재능을 보였고 허페이와 베이징, 항저우에서 바둑을 공부했다. 2011년 제24회 전국만보배아마추어바둑챔피언십에 허페이 대표로 참가하였고 허페이팀이 만보배 상위 10위권에 오르는 데 큰 공헌을 했다. 2012년 프로바둑에 입단했다. 2013년 중국바둑소년훈련단 선발대회에서 1위를 차지하여 국가대표로 선발되었고, 이후 차오다위안 문하에 들어가 공부했다. 2014년 제19회 LG배 세계기왕전 본선 32강에 진출하여 린즈한을 물리치고 16강에 올랐지만 셰얼하오에게 패배하여 탈락했다. 2015년 이민배 세계바둑신예최강전 예선에서 셰얼하오와 마이차오를 이기고 본선 32강에 진출했지만 랴오위안허에게 패배하여 탈락했다. 2016년 제21회 LG배 세계기왕전 본선 32강에 진출했다. 2018년 5단으로 승단했다.